# Manschette (Oberbekleidung)
Manschette (französisch manchette ‚Ärmelchen‘; abgeleitet von lateinisch manus ‚Hand‘) bezeichnet den untersten Abschluss des Ärmels, der normalerweise an der Hand und um das Handgelenk liegt, besonders an Hemd oder Bluse. Es gab und gibt verschiedene Formen der Manschette.
Die Manschette war und ist häufig eine Art Gegenstück zum Kragen. Sie ergänzen sich oft in Stil und Form oder stehen in einem gewissen Verhältnis zueinander.

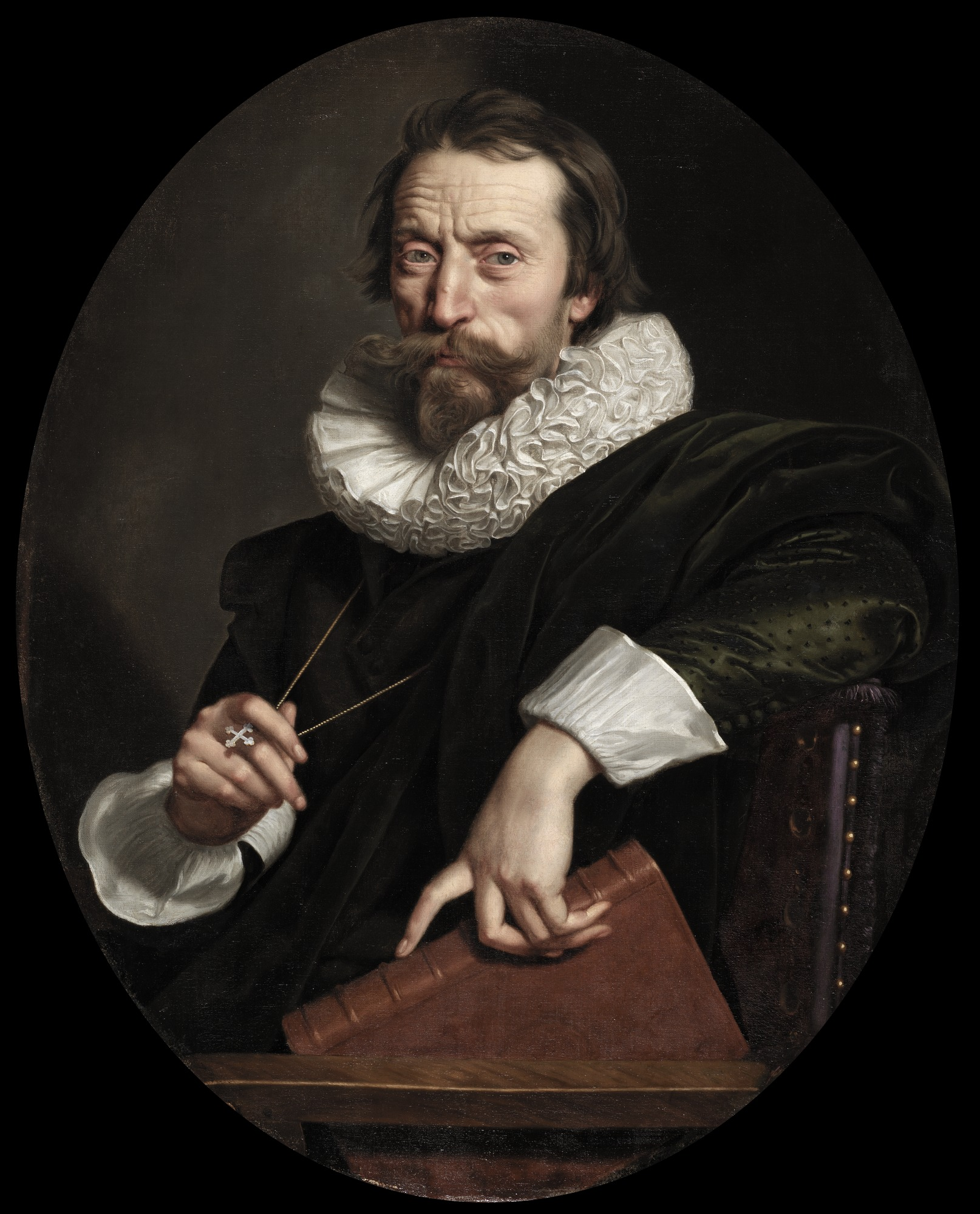
Frans Pourbus d. J.: Porträt des Poeten Giovanni Battista Marino, ca. 1619

## Historisches
Manschetten, die sich vom eigentlichen Ärmel abheben, gibt es seit der Renaissance bzw. seit dem 16. Jahrhundert. Das Wort selber wurde Ende des 17. Jahrhunderts aus der französischen Sprache ins Deutsche übernommen und bezeichnete damals die Spitzenrüschen des Hemdes, die aus dem Ärmel des Justaucorps (barocker Gehrock für Männer) über die Hand fielen. In Deutschland nannte man sie auch „Handkrause“ oder „Handblätter“.

El Greco: Ritter mit der Hand auf der Brust, um 1580

Schon in der spanischen Mode (ca. 1550 – 1630) der Gegenreformation entsprachen der damals modernen Halskrause oft ähnliche Krausen am Handgelenk, beides war häufig mit Spitze verziert. Daneben kamen auch glatte und gestärkte Ärmelaufschläge als Manschetten auf, die als Abschluss über die Ärmel des Wams oder des Kleides geschlagen wurden und auch oft mit Spitze verziert waren. 

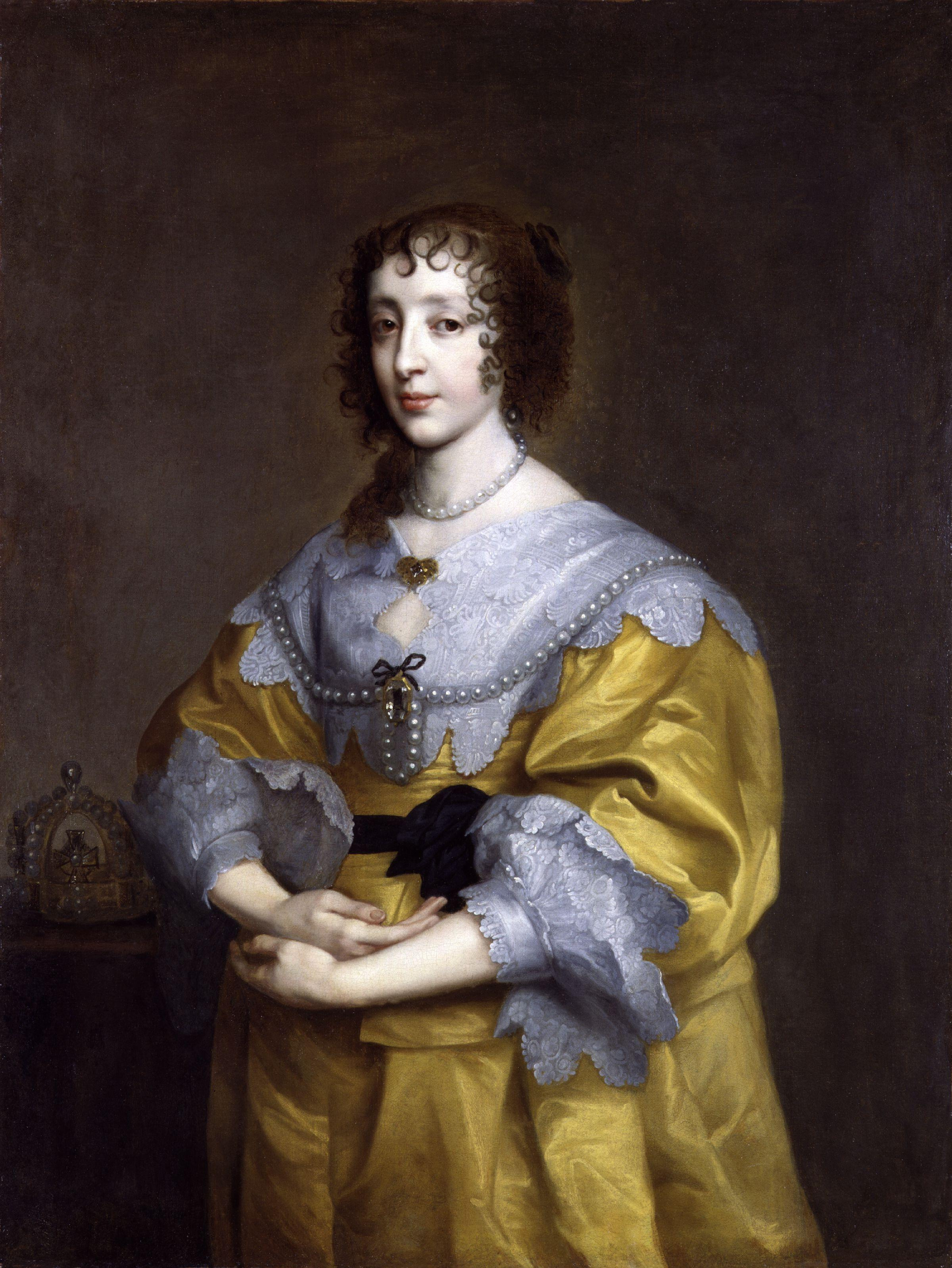
Anthonis van Dyck: Henrietta Maria von England, ca. 1632–1635

 Diese Spitzenmanschetten hatten ihr Pendant in dem ähnlich gestalteten, typisch frühbarocken Spitzenkragen, wie man ihn seit dem Ende der 1580er Jahre kannte. Die beschriebenen Manschettenarten waren sowohl für Damen als auch für Herren üblich. Im Frühbarock wurden allerdings die Ärmel der Frauenkleidung nach und nach immer kürzer, dabei rutschte auch die Manschette weiter nach oben, weg vom Handgelenk.
Ab ca. 1650, am Hofe Ludwigs XIV. von Frankreich, entwickelten sich die barocken Spitzenmanschetten, wie sie oben beschrieben wurden. Auch die Spitzenrüschen an den Ärmeln der Damenkleider nannte man (immer noch) Manschetten, obwohl die Ärmel der Damen im 17. und 18. Jahrhundert höchstens bis zum Ellbogen reichten und die Spitzenmanschette des Hemdes damit nur über den Unterarm fiel.

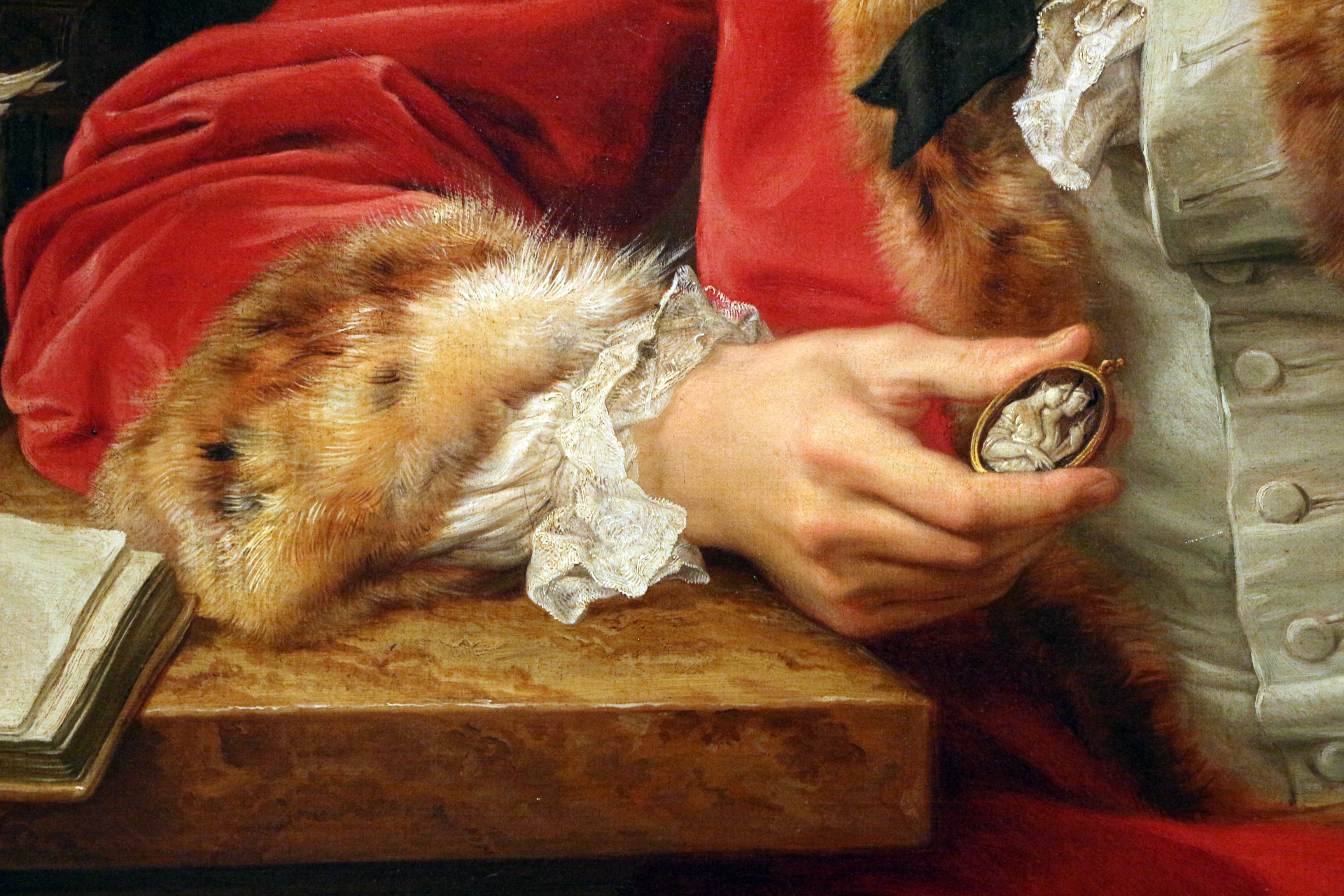
Pompeo Batoni: Edward Dering (Detail), 1758–59

Im 18. Jahrhundert und um 1800 gab es besondere Manschetten für Trauer, die man „Pleureuses“ (französ.: weinerlich, Klageweib) oder „Frisettes“ nannte.
Seit dem Biedermeier (ca. 1815–1850) hat die Manschette besonders in der Herrenkleidung in etwa ihre moderne Form angenommen, die auch heute noch aktuell ist (Stand 2018; siehe unten).
Da die Manschette besonders durch Verschmutzung bedroht ist, kamen Ende des 19. Jahrhunderts auch austauschbare gestärkte Manschetten („Röllchen“) in Mode, die man als selbständiges Kleidungsstück über das Handgelenk in den Rockärmel einschob, ähnlich dem austauschbaren Vorhemd. Sie wurden mithilfe von Manschettenknöpfen zugeknöpft, kamen jedoch nach einigen Jahrzehnten aus der Mode.

## Die moderne Manschette
Heute versteht man unter einer Manschette einen fest angearbeiteten, durch Knopf und Knopfloch oder mit Manschettenknopf zu schließenden Ärmelabschluss, als Stulpe oder Bündchen gearbeitet. Sie ist oft wie ein Hemdkragen leicht versteift, an Hemden, Blusen und hemdartigen Jacken.
Folgende Arten werden unterschieden:
- Sportmanschette (auch italienische Manschette): Eine geknöpfte Manschette ohne Umschlag, deren knöpfbare Teile übereinander gelegt werden.[4]

- Kombimanschette (auch Wiener Manschette): Eine einfache Manschette mit Knopf und Knopfloch. Neben dem Knopf befindet sich jedoch ein weiteres Knopfloch, so dass sie auch mit Manschettenknopf geschlossen werden kann. Wegen der geringeren Gefahr des Abriebs wird sie gerne bei Stoffen mit einer Kunstharz-Pflegeleichtausrüstung eingesetzt.[4]

- Umschlagmanschette (auch Umlegemanschette, französische Manschette oder Doppelmanschette): Sie besteht aus einer doppelten Stofflage, die zum Handgelenk zurückgeschlagen wird und häufig mit einem Manschettenknopf geschlossen wird.[4] Hemden zum Smoking werden gewöhnlich in dieser Form getragen.

- Frackmanschette, eine Manschette ohne Umschlag und in der Regel ohne angenähte Knöpfe, jedoch mit Knopflöchern für Manschettenknöpfe, die meistens intensiv gestärkt und zu einem Frack getragen wird.[5]

Manschettenformen
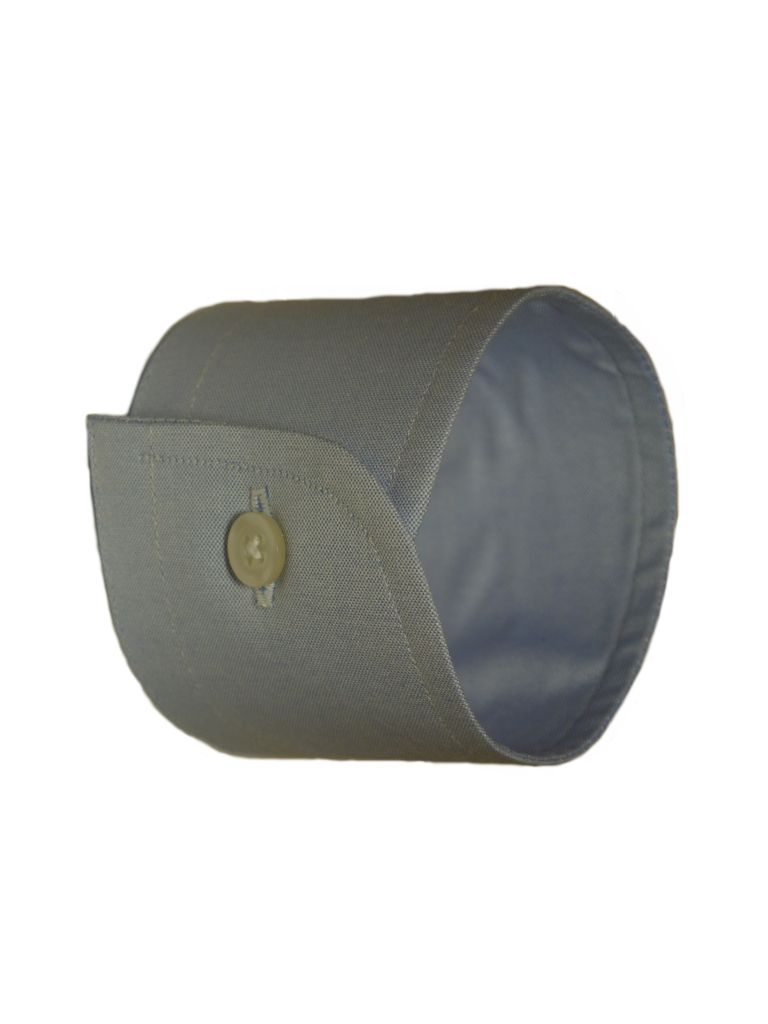
Sportmanschette
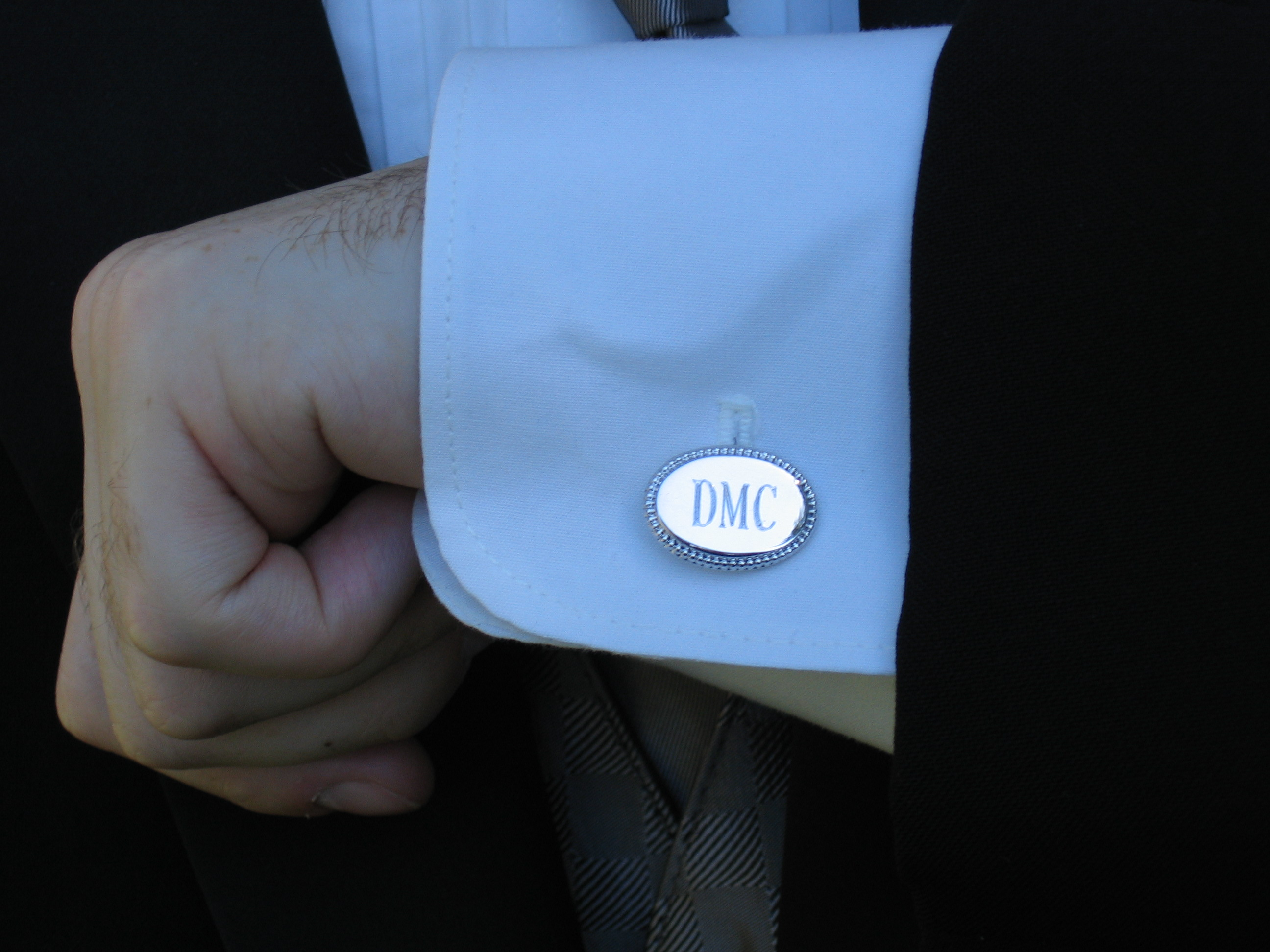
Kombimanschette
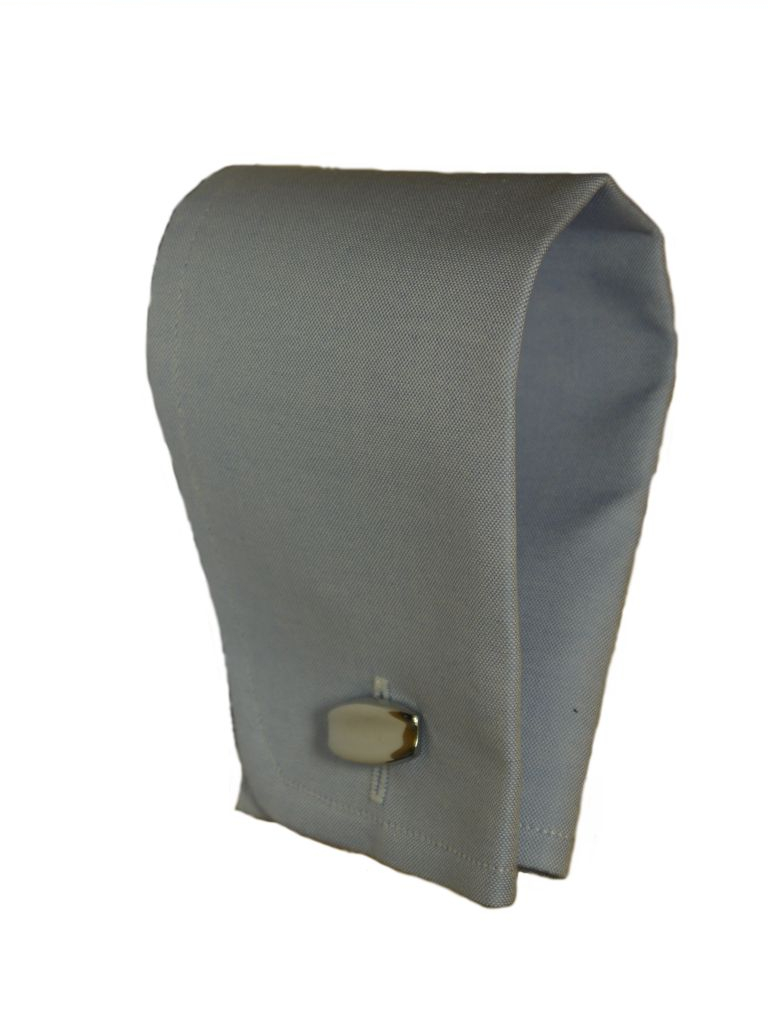
Doppelmanschette

Die Stoffenden der Manschette können eckig oder (seltener) gerundet sein. Die Ärmel des Hemdes sollten bis zum Ansatz des Handrückens reichen. Die Hemdärmel und die Ärmel des darüber getragenen Sakkos sollten idealerweise so geschnitten sein, dass die Hemdmanschette etwa einen bis anderthalb Zentimeter aus dem Sakkoärmel hervorschaut.
Je nach Mode werden neben Hemden und Blusen vor allem Damenmäntel und -jacken mit Manschetten ausgestattet. Insbesondere Pelze haben häufig dekorative Manschetten-Ärmelabschlüsse, auch kann Winterbekleidung mit Pelzmanschetten versehen sein. Sind sie nicht festgeheftet, ermöglichen sie es der Trägerin die Ärmellänge entsprechend der Unterkleidung zu regulieren.

## Belege
1. 1 2 3 4 5 6 7 8  Ludmila Kybalová, Olga Herbenová, Milena Lamarová: Das große Bilderlexikon der Mode - Vom Altertum zur Gegenwart, übersetzt v. Joachim Wachtel, Bertelsmann, 1967/1977: S. 435.
2. ↑  Ludmila Kybalová, Olga Herbenová, Milena Lamarová: Das große Bilderlexikon der Mode - Vom Altertum zur Gegenwart, ..., Bertelsmann, 1967/1977: S. 434ff (Abb. 731–733).
3. ↑  Ludmila Kybalová, Olga Herbenová, Milena Lamarová: Das große Bilderlexikon der Mode - Vom Altertum zur Gegenwart, ..., Bertelsmann, 1967/1977: S. 163, 164, 165ff, 436f (Abb. 732).
4. 1 2 3  Alfons Hofer: Textil- und Modelexikon. 7. Auflage, Band 2, Deutscher Fachverlag, Frankfurt am Main 1997, Stichworte „Manschette“, „Sportmanschette“, „Wiener Manschette“. ISBN 3-87150-518-8.
5. ↑  White Tie Marcella Piqué Bib Shirt. 9. Dezember 2018, abgerufen am 3. März 2021 (amerikanisches Englisch).